# 福田村 (広島県)
福田村（ふくだむら）は、広島県甲奴郡にあった村。現在の三次市の一部にあたる。

## 地理
江の川水系上下川支流・友森川の流域に位置していた。

## 歴史
- 1889年（明治22年）4月1日、町村制の施行により、甲奴郡福田村が単独で村制施行し、福田村が発足[1][2]。福田村、西野村、梶田村、本郷村の町村組合を結成し役場を西野村に設置[1]。
- 1895年（明治28年）10月1日、甲奴郡西野村、梶田村、本郷村と合併し、甲奴村を新設して廃止された[1][2]。

### 地名の由来
古くに有福荘に属し、その一字をとったもの。

## 産業
- 農業[1]